# Deejay 6 tu
Deejay 6 tu è stata una trasmissione radiofonica in onda su Radio Deejay e condotta dal 2007 all'agosto 2023 da Andrea Marchesi e Michele Mainardi. Nell'ultima stagione, dal settembre 2023 al giugno 2024, è andata in onda solo nel finesettimana con la conduzione di Alessandro Prisco e Florencia.
La trasmissione, partita nel settembre 2007, andava originariamente in onda dal lunedì al venerdì alle 6 in diretta dagli studi milanesi dell'emittente. A partire dalla stagione 2014/2015 è stata trasmesse tutti i giorni della settimana, assumendo la denominazione Deejay 6 tu Weekend nelle giornate del sabato e della domenica, condotte dal 2019 da Alessandro Prisco.
Il programma, nella sua versione quotidiana, era basato sulla forte interazione tra i conduttori e gli ascoltatori, grazie alla quale è stato pubblicato anche un libro, Alta infedeltà - Anonimato garantito, pubblicato da Kowalski nel settembre 2012, contenente diverse storie raccontate durante l'omonima rubrica del venerdì dedicata ai racconti, in chiave goliardica, dei tradimenti degli ascoltatori.
Dal 2019 al 2020 Sara Brusco è stata la voce radiofonica nella rubrica Eco like a Deejay che trattava argomenti ecosostenibili nel programma Deejay 6 tu ed andava in onda il mercoledí su Radio Deejay.   
Dal settembre 2023 al giugno 2024, con il passaggio dei conduttori principali ad altra fascia d'orario, la versione del fine settimana assumeva il titolo principale ed andava in onda per due ore, dalle 6 alle 8 del mattino, ancora con Alessandro Prisco affiancato da Florencia.